# Герой Праці Казахстану
Геро́й Пра́ці Казахста́ну (каз. Қазақстанның Еңбек Ері) — найвищий ступінь відзнаки в Казахстані поряд з орденом Золотого Орла і званням «Народний Герой». Звання «Герой Праці Казахстану» присвоюється за видатні досягнення в економічному і соціально-гуманітарному розвитку Республіки Казахстан. Засноване 1 грудня 2008 року.
Особам, удостоєним звання «Герой Праці Казахстану», вручається знак особливої відзнаки — Золота Зірка (каз. Алтын жулдыз) та Орден Вітчизни (каз. Отан ордені).

## Опис Золотої Зірки
Знак особливої відзнаки Золота Зірка «Герой Праці Казахстану» являє собою підвіс, скріплений сполучною ланкою з орденською колодкою.
Підвіс виконаний зі сплаву золота у вигляді семипроменевої об'ємної зірки. На кінці верхнього променя зірки — цільновирубане вушко.
Лицевий бік її випуклий, з гладкими двогранними променями, оформлена рельєфним малюнком, що імітує алмазне огранення. У центрі зірки розташоване коло, обрамлене вінком із пшеничних колосків, нижню частину якого замикає тиснення. По центру кола розташована розкрита книга, на правій сторінці якої вміщене об'ємне зображення металургійного ковша з розплавленим металом, на лівій сторінці — об'ємне зображення комп'ютера.
Зворотний бік зірки увігнутий, з поглибленим рельєфом по променях, з плоскою центральною частиною, де розташований напис «Қазақстанның Еңбек Ері».
Колодка Золотої зірки «Герой Праці Казахстану» являє собою п'ятикутну металеву пластину, обтягнуту муаровою стрічкою кольорів державного прапора Республіки Казахстан. Висота колодки — 41 мм, ширина — 34 мм. Поверх муарової стрічки вздовж колодки розташована накладка у вигляді променя, в нижній частині якого закріплений безбарвний фіаніт.

## Нагороджені
- Багдат Шаяхметов — генеральний директор Усть-Каменогорського титано-магнієвого комбінату[1].
- Аргин Жунусов — сталевар АТ «АрселорМіттал Теміртау», Карагандинська область[2].
- Абзал Ералієв — директор ПТ «Абзал і К», Кизилординська область.
- Юрій Пя — голова правління АТ «Національний науковий кардіохірургічний центр».
- Іван Сауер — генеральний директор ТОВ «Агрофірма „Батьківщина“, Акмолинська область»[3]
- Нурсултан Назарбаєв — перший президент Казахстану